# Karta praw Stanów Zjednoczonych

Karta praw Stanów Zjednoczonych

Karta praw Stanów Zjednoczonych (ang. United States Bill of Rights) – pierwsze dziesięć poprawek do Konstytucji Stanów Zjednoczonych, które zostały uchwalone 25 września 1789, a weszły w życie 15 grudnia 1791, po dłuższym okresie ratyfikacji przez poszczególne stany.
Zagwarantowały one podstawowe swobody i wolności obywatelskie, w tym prawo do własności prywatnej, wolności wyznania i sumienia oraz prasy, ochrony oskarżonego w procesie karnym, prawo do swobodnego pokojowego gromadzenia się oraz kierowania skarg do władz, prawo do posiadania i noszenia broni. Nie spisano jednak równości wobec prawa – było to spowodowane istniejącym i legalnym niewolnictwem, które utrzymało się w Stanach Zjednoczonych do roku 1865 (13. poprawka).
Za autora poprawek uznaje się Jamesa Madisona – jednego z ojców amerykańskiej konstytucji. Poprawki nawiązywały do angielskiej Deklaracji praw z 1689 oraz do Deklaracji praw Wirginii z 12 czerwca 1776.
W 1941 prezydent Franklin Delano Roosevelt ogłosił 15 grudnia dniem Karty praw Stanów Zjednoczonych.

## Przebieg ratyfikacji Karty[1]
- 25 września 1789 – Kongres Stanów Zjednoczonych uchwala Bill of Rights
- 20 listopada 1789 – New Jersey jako pierwszy stan ratyfikuje pierwszych 10 poprawek
- 19 grudnia 1789 – Maryland
- 22 grudnia 1789 – Karolina Północna
- 19 stycznia 1790 – Karolina Południowa
- 25 stycznia 1790 – New Hampshire
- 28 stycznia 1790 – Delaware
- 24 lutego 1790 – Nowy Jork
- 10 marca 1790 – Pensylwania
- 7 czerwca 1790 – Rhode Island
- 3 listopada 1791 – Vermont
- 15 grudnia 1791 – Wirginia ratyfikuje poprawki jako jedenasty stan, dzięki czemu Karta praw wchodzi w życie.
- 2 marca 1939 – Massachusetts ratyfikuje poprawki po 150 latach od ich uchwalenia przez Kongres.
- 18 marca 1939 – Georgia
- 19 kwietnia 1939 – Connecticut

## Kopie
Karta posiada 14 odręcznych kopii – jedną dla Kongresu, pozostałe dla 13 stanów. Kopie sporządzone dla Georgii, Marylandu, Nowego Jorku i Pensylwanii nie istnieją lub są niezidentyfikowane. Kopia dla stanu Nowy Jork została zniszczona w czasie pożaru, a dla Pensylwanii zaginęła w XIX wieku. Dwa nieokreślone egzemplarze z czterech brakujących ocalały i znajdują się w Archiwum Narodowym w Waszyngtonie oraz Bibliotece Publicznej Nowego Jorku. Są to prawdopodobnie egzemplarze dla Georgii i Marylandu.
Kopia sporządzona dla Karoliny Północnej została skradziona przez żołnierzy Unii w kwietniu 1865, a została odnaleziona i zwrócona 140 lat później, w 2005 roku, przez Roberta Kinga Wittmana, agenta Federalnego Biura Śledczego.